# 2016 en Israël
Chronologie d'Israël (en)
- 2012
- 2013
- 2014
- 2015
- 2016
- 2017
- 2018
- 2019
- 2020

Cette page concerne les évènements survenus en 2016 en Israël  :

## Évènement
- Vague de violence israélo-palestinienne de l'automne 2015 au 6 décembre 2017
- 24 mars : Fusillade à Hébron (en)
- 8 juin : Attentat à Tel Aviv
- 1er septembre : Incendie et destruction au lancement du satellite Amos-6
- 13 septembre : Lancement du satellite Ofeq-11 (en)
- 5 octobre : Bateau des femmes pour Gaza (en) (intercepté par la marine israélienne)
- 23 décembre : Résolution 2334 du Conseil de sécurité des Nations unies
- 28 décembre : Paramètres de John Kerry (en)

## Sport
- Saison 2016 de l'équipe cycliste Cycling Academy
- Championnat d'Israël de football 2015-2016
- Championnat d'Israël de football 2016-2017
- 12-21 février : Participation d'Israël aux Jeux olympiques de la jeunesse d'hiver de Lillehammer.
- 17-19 juin : Organisation des championnats d'Europe de gymnastique rythmique
- 5-21 août : Participation d'Israël aux Jeux olympiques d'été de Rio de Janeiro.

## Culture
- 3 mars : Participation d'Israël au Concours Eurovision de la chanson

### Sortie de film
- Amor
- Beyond the Mountains and Hills
- Je danserai si je veux
- Laavor et hakir
- Notre père
- Personal Affairs
- Qui va m'aimer désormais ?
- Tempête de sable
- Une semaine et un jour

## Décès
- Binyamin Ben-Eliezer, personnalité politique.
- Avigdor Ben-Gal (en), militaire.
- Meïr Dagan, militaire.
- Shimon Peres, président.